# متئو موساکیو
متئو پابلو موساکیو (اسپانیایی: Mateo Pablo Musacchio‎؛ زادهٔ ۲۶ اوت ۱۹۹۰) بازیکن فوتبال اهل آرژانتین است.
از باشگاه‌های او می‌توان به ریور پلاته، ویارئال، میلان و لاتزیو اشاره کرد.
وی همچنین در تیم ملی فوتبال آرژانتین بازی می‌کند.